# 325588 Bridzius
325588 Bridzius è un asteroide della fascia principale. Scoperto nel 2009, presenta un'orbita caratterizzata da un semiasse maggiore pari a 3,1568347 UA e da un'eccentricità di 0,1420110, inclinata di 5,91720° rispetto all'eclittica.